# Coniopteryx pacifista
Coniopteryx pacifista är en insektsart som beskrevs av Monserrat 1994. Coniopteryx pacifista ingår i släktet Coniopteryx och familjen vaxsländor. Inga underarter finns listade i Catalogue of Life.